# Laudal Station
Laudal Station (Laudal holdeplass) var en jernbanestation på Sørlandsbanen, der lå ved Laudal i Marnardal kommune i Norge. Stationen åbnede som trinbræt i 1946. Senere ophørte betjeningen med persontog, og i dag er stationen helt nedlagt. Den bestod af en kort perron med et læskur af træ.